# 男はつらいよ 寅次郎忘れな草
『男はつらいよ 寅次郎忘れな草』（おとこはつらいよ とらじろうわすれなぐさ）は、1973年8月4日に公開された日本映画。マドンナ（旅回りのキャバレー歌手：松岡リリー）役に浅丘ルリ子をむかえた『男はつらいよ』シリーズの第11作。同時上映は『チョットだけョ全員集合!!』。

## あらすじ
寅次郎が見た夢は時代劇であり、柴又村の農家の娘「おさく」らがヤクザに脅されているところを助ける。
初夏の北海道網走に出向いていた寅次郎は、レコードを売っていた道ばたでドサ回りの三流歌手松岡リリー（浅丘ルリ子）に声をかけられ、お互いの「あぶく」のような生活について語り合い、同じような境遇にあることで意気投合する。別れ際に「日本のどこか」での再会を約束し、寅次郎の「葛飾柴又の車寅次郎」という名乗りに対し、リリーは「じゃ、寅さん。いい名前だね」と言う。
寅次郎は、今のままの放浪生活ではいけないと、職安で紹介された道東の酪農家・栗原（織本順吉）の元で働き始めるが、働き慣れない体力が酪農の重労働について行かずに寝込んでしまい、さくらに迎えに来てもらって柴又へと帰る。
東京に帰ってからずっと寅次郎のことを想い、また会いたいとの気持ちで柴又を訪ねてきたリリーを、寅次郎ととらやの人びとは、温かくもてなす。リリーは、そうした家庭環境に恵まれている寅次郎をうらやましく感じるとともに、「あたしの初恋の人、寅さんじゃないかしらね」と発言する。それまでいろいろな男と付き合ってきたが、心から惚れたことは一度もない、一生に一度でいい、一人の男に死ぬほど惚れて惚れて惚れぬいてみたい、そんな趣旨の発言の流れの中での一言であった。
リリーはある夜、母親との確執・仕事での悩みから、酒に酔い、深夜にとらやを訪れて、クダを巻く。一緒に旅に出ようと言うリリーに対し、寅次郎は同情を示しつつも、あと一歩を踏み出せない。「ここは堅気のうちなんだぜ」とたしなめる寅次郎に対し、リリーは「どうせあたしのような女が来るところじゃないんだろ、ここは」と疎外感・孤独感を覚え、「寅さん、何も聞いてくれないじゃないか…嫌いだよ」と泣きながら飛び出していってしまう。翌日、寅次郎はリリーのアパートを訪ねるが、既に引っ越した後であった。寅次郎は、上野駅にさくらを呼び出し、もしリリーがとらやを訪ねることがあったら下宿させてあげてほしいと、後を託して旅立つ。
夏になり、リリーから寅次郎宛でとらやにハガキが来る。歌手を辞めて、小さな店の女将さんになったとの内容であり、さくらが訪ねると、夫の寿司職人・良吉（毒蝮三太夫）と仲良く店を切り盛りしていた。その頃、寅次郎は栗原の元を訪れ、お互いに元気よく再会を祝すのであった。
かくして例によって結ばれなかった二人であるが、リリーが「あたしほんとはね、この人（良吉）より寅さんのほうが好きだったの」と発言するなど、シリーズの大方の「寅次郎が振られて終わる」という印象とは異なっている。「リリー三（四）部作」と言われる、長い二人の愛の関係の第一歩を刻んだ作品である。
寅次郎の父親で車平造の27回忌が劇中で行われるので1947年に亡くなったことになるが、後の『少年寅次郎』最終話では寅次郎が1949年に家出した後、『少年寅次郎　SP全編』で1年後の1950年に亡くなったことになっている。

## スタッフ
- 監督：山田洋次
- 脚本：山田洋次、宮崎晃、朝間義隆
- 製作：島津清
- 音楽：山本直純

## キャスト
- 車寅次郎：渥美清
- さくら：倍賞千恵子
- 博：前田吟
- つね：三崎千恵子
- 源公：佐藤蛾次郎
- 社長：太宰久雄
- 吾作：吉田義夫 - 夢シーン。おさくの父。行方知れずの寅次郎の父。
- 栗原久宗：織本順吉 - 寅が飛び込んで、働いた北海道の酪農場のオーナー。
- 石田良吉：毒蝮三太夫 - リリーの夫となり千葉県松戸五香で「清寿司」を開店。
- 清子（リリー）の母：利根はる恵 - 大田区蒲田で飲み屋をやっていて、しばしば娘リリーに無心をする。
- 諏訪満男：中村はやと
- 水原：江戸家小猫 - 朝日印刷の職工。青森出身。めぐみと恋仲
- めぐみ：北原ひろみ - 来々軒の店員。青森出身。度々とらやを訪れ、水原を呼び出してもらう。
- 栗原美由紀（栗原の娘）：成田みるえ
- 栗原紀子（栗原の妻）：中沢敦子 - 酪農の仕事の厳しさに寝込んだ寅を看病する。
- 江藤孝
- 印刷工：羽生昭彦
- 印刷工：長谷川英敏
- 印刷工：木村賢治
- 江戸家：高木信夫
- アパートの隣人：村上記代
- 村井洋
- 竜造：松村達雄
- 御前様：笠智衆
- リリー：浅丘ルリ子 - 本名・松岡清子（きよこ）。寅が網走行きの夜行列車で泣いているリリーを見かけ、北海道網走市網走神社で会話を交わす。
- 網走の電気屋：露木幸次（ノンクレジット）
- 清寿司の客：加島潤（ノンクレジット）
- 同：北竜介（ノンクレジット）

## ロケ地
- 北海道網走市(網走駅、網走神社、網走橋、帽子岩、卯原内/栗原の牧場)
- 東京都葛飾区柴又
- 東京都台東区浅草・雷門前(啖呵売)
- 東京都目黒区西五反田(リリーと母)
- 東京都墨田区錦糸町(リリーのアパート)
- 北海道女満別町、弟子屈町屈斜路湖(本編では登場しないが予告編で寅さんが「北海道かあ」というシーンがある)
- 千葉県松戸市(矢切、割烹おふみ/清寿司)

『男はつらいよ　寅さん読本』1992、p.618より

## タンカバイ
- 品物 古いレコード／場所 網走
- 品物 スリッパなど／場所 浅草・雷門前

## 補足
- 使用されたクラシック音楽
  - フェルディナント・バイエル:『ピアノ奏法入門書（バイエルピアノ教本）から第８番～子どものピアノのお稽古
  - リムスキー＝コルサコフ作曲『シェヘラザード』作品35より第3楽章《若い王子と王女》～寅さんが行く北海道原野
  - ヨハン・ゼバスティアン・バッハ作曲『管弦楽組曲第3番ニ長調 BWV1068』第2曲「Air（エール）（エア、アリアとも）」～さくらが北海道に向かう。
  - ハインリッヒ・ヴェルナー作曲：『野ばら』作詞：近藤朔風～寅さんが歌う
  - スコットランド民謡：『故郷の空』～ハーモニカ 江戸川河川敷
- 寅次郎役の渥美清没後2年の命日を記念して、1998年8月7日19時に高井研一郎作画の漫画版を元に、本作をベースにしたスペシャルアニメがTBS『金曜テレビの星!』枠で放送された。詳しくは男はつらいよ#テレビアニメを参照。

## 記録
- 観客動員数：239万5000人[1]（シリーズ歴代 2位）
- 配給収入：9億1000万円[1]

## 受賞
- 第28回毎日映画コンクール
  - 監督賞／山田洋次
  - 脚本賞／山田洋次、宮崎晃、朝間義隆
- 第47回キネマ旬報ベスト・テン第9位
- 第17回日本映画テレビ技術協会・録音の部／中村寛、松本隆司